# Engativá
Engativá ist der 10. Stadtbezirk (localidad) der kolumbianischen Hauptstadt Bogotá, nordöstlich des Flughafens El Dorado gelegen. Mit 1,3 Millionen Einwohnern ist Engativá der viertgrößte Stadtbezirk Bogotás. Der Stadtteil war früher eine selbständige Gemeinde Cundinamarcas und wurde 1954 der Hauptstadt zugegliedert. 

## Geschichte
Der Name „inga-tiva“ stammt aus der Sprache der Chibcha; es ist ein zusammengesetztes Wort, das nach einigen „Land der Sonne“ und nach anderen „Herr der angenehm oder schmackhaft“ bedeutet. Die Ansiedlung wurde im Jahre 1537 gegründet und war, wie viele andere Lokalitäten ebenso, das Zentrum schwerer Kämpfe zwischen Indigenen und spanischen Eroberern.
In 1556 war der Spanier Diego Romero de Aguilar als Bevollmächtigter des spanischen Kolonialreiches und der Dominikanerpriester Juan López die maßgebenden Personen bei der Gründung der Ansiedlung. Im Jahre 1683 wurde die Pfarrei Engativá errichtet, aus der sich das Bistum Engativá entwickelte. Im Jahr 1737, so erzählt man, wurde eine Wallfahrt zum Gedächtnis der Schmerzen Mariens unternommen.
Mit der Unabhängigkeit Kolumbiens am 20. Juli 1810 wurden die Vorbehalte und der Schutz der Indigenen abgeschafft; das kommunale Eigentum an Grund und Boden wurde aufgehoben und einzeln verteilt. Die Indianer wurden Tagelöhner; viele wurden ins Elend geworfen und mussten betteln gehen.

## Barrios
Metrópolis, Las Ferias, Bellavista Occidental, Bosque Popular, La Estradita, La Estrada, Las Ferias Occidental, Bonanza, Palo Blanco, El Laurel, San Joaquín, La Cabaña, Santa María Boyacá, El Real, El Encanto, La Granja, Tabora, Santa Helenita, La Soledad Norte, Villa Luz, Paris, Florencia, Los Álamos, Los Álamos Industrial, Florida Blanca, El Madrigal, El Cedro, Santa Mónica, Los ángeles, García Navas Oriental, Álamos, Villa Sagrario, Villa Amalia, Villa del Mar, El Muelle, San Antonio Engativá, Bolivia, San Antonio Urbano, Vereda Centro Engativá, Villa Gladis, Sabana del Dorado, Engativá Zona Urbana, El Cedro, El Gaco, Centro Engativá, Villas de Granada, García Navas, Gran Granada.